# هيلدر باربوسا
هيلدر باربوسا (بالبرتغالية: Hélder Barbosa‏) هو لاعب كرة قدم برتغالي في مركز نصف الجناح، ولد في 25 مايو 1987 في بريدس في البرتغال. شارك مع منتخب البرتغال تحت 19 سنة لكرة القدم ومنتخب البرتغال تحت 20 سنة لكرة القدم ومنتخب البرتغال تحت 21 سنة لكرة القدم ومنتخب البرتغال لكرة القدم. أما مع النوادي، فقد لعب مع أكاديميكا كويمبرا وأيك أثينا وديسبورتيفو تروفينسي وسبورتينغ براغا وفيتوريا سيتوبال ونادي ألميريا ونادي بورتو.

## وصلات خارجية
- هيلدر باربوسا على موقع الاتحاد الأوربي (الإنجليزية)
- هيلدر باربوسا على موقع اتحاد تركيا (لاعب) (الإنجليزية)
- هيلدر باربوسا على موقع قاعدة بيانات كرة القدم.إي يو (الإنجليزية)
- هيلدر باربوسا على موقع ناشيونال فوتبول تيمز (الإنجليزية)
- هيلدر باربوسا على موقع Soccerway.com (الإنجليزية)
- هيلدر باربوسا على موقع عالم كرة القدم.نت (الإنجليزية)
- هيلدر باربوسا على موقع AS.com (الإسبانية)